# Angela Hillebrecht
Angela Hillebrecht, gelegentlich auch Angelika Hillebrecht, (* vor 1967) ist eine deutsche Schauspielerin.

## Leben und Wirken
Angela Hillebrecht spielte seit den 1960er-Jahren in vielen Film- und Fernsehproduktionen mit. Anfangs war sie in Produktionen des Neuen Deutschen Films zu sehen, wie in ihrem Debüt Mord und Totschlag (1967, Regie: Volker Schlöndorff) und Schlöndorffs Der plötzliche Reichtum der armen Leute von Kombach (1971), was ihr eine Hauptrolle einbrachte. Daneben spielte sie u. a. in Rolf Thieles Filmkomödie Die Ente klingelt um ½ 8 (1968; als untreue Ehefrau Frau Ilse, die ihren Mann mit ihrem uniformierten Liebhaber Tommy betrügt) und in dem Aufklärungsfilm Die goldene Pille (1968); dort verkörperte sie die Ehefrau des Studienrats Dr. Holthoff. Später konnte man sie in einer Verfilmung zu Marie Curie in Marya Sklodowska-Curie (1972, Regie: Wolfgang Staudte), in der Fontane-Verfilmung Grete Minde – Der Wald ist voller Wölfe (1977, als Valtins Tante) oder Die verlorene Ehre der Katharina Blum (1975) sehen.
Besonders oft war sie in deutschen Krimiproduktionen zu sehen, so in vielen Episodenrollen der Fernsehserien Derrick, Der Alte, Das Kriminalmuseum, wo sie insgesamt vier Mal mitwirkte, und Polizeiinspektion 1. Hillebrecht war zwischen 1970 und 1976 auch jeweils in Nebenrollen in drei Folgen der ZDF-Serie Der Kommissar zu sehen. In Folge Nr. 30 (1970, Besuch bei Alberti; als Helga Sidessen, die Ehefrau des strebsamen Büroangestellten Sidessen), in Folge Nr. 71 (1974, Spur von kleinen Füßen; als Erna Krass) und schließlich in der letzten Folge Nr. 97, (1976, Tod im Transit; als Margarete Coffa, die Schwester des Mordopfers).
Im Tatort: Mordgedanken (Erstausstrahlung: Juli 1975) war sie die Sekretärin Ida Kotelecki, die für ihren Chef, den Fleischwarenfabrikanten Freese, eine Falschaussage gemacht hatte. Des Weiteren konnte sie die Rolle der Frau vom Rechtsanwalt in der ZDF-Produktion Unsere schönsten Jahre (Regie: Franz Geiger) für sich verbuchen und eine wiederkehrende Rolle in der ZDF-Serie Forsthaus Falkenau.
Hillebrecht war auch als Hörspielsprecherin tätig. In der Hörspielversion von Johannes Mario Simmels Kinderbuch Ein Autobus, groß wie die Welt aus dem Jahr 1977 sprach sie die Mutter von Lucie. Im Krimi-Hörspiel Letzte Gelegenheit (Bayerischer Rundfunk, 1984) sprach sie die Frau Winkel.

## Filmografie

### Spielfilme
- 1967: Mord und Totschlag
- 1968: Die goldene Pille
- 1968: Kidnap – Die Entführung des Lindbergh-Babys (Fernsehfilm)
- 1968: Die Ente klingelt um ½ 8
- 1971: Der plötzliche Reichtum der armen Leute von Kombach
- 1972: Marya Sklodowska-Curie (Fernsehfilm)
- 1975: Die verlorene Ehre der Katharina Blum
- 1977: Grete Minde – Der Wald ist voller Wölfe
- 1977: Zeit der Bewährung (Fernsehfilm)

### Fernsehserien
- 1967–1970: Das Kriminalmuseum
- 1971: Der Kommissar: Besuch bei Alberti
- 1972: Die Rote Kapelle
- 1974: Der Kommissar: Spur von kleinen Füßen
- 1975: Tatort: Mordgedanken (Fernsehreihe)
- 1976: Der Kommissar: Tod im Transit
- 1978–1989: Derrick
- 1979: Wie würden Sie entscheiden? (Fernsehreihe)
- 1982: Der Alte – Eine Frau ist verschwunden
- 1983: Unsere schönsten Jahre
- 1983–1986: Polizeiinspektion 1
- 1987: Tatort: Die Macht des Schicksals (Fernsehreihe)
- 1990: Der Alte – Der Nachfolger
- 1989–1991: Forsthaus Falkenau